# Geniates inconstans
Geniates inconstans är en skalbaggsart som beskrevs av Ohaus 1931. Geniates inconstans ingår i släktet Geniates och familjen Rutelidae. Inga underarter finns listade i Catalogue of Life.